# Gervais de Melkley
Gervais de Melkley ou Gervais de Melkeley (né vers 1185, fl. 1200-1219) était un érudit et poète français,,.

## Biographie
Gervais est né en Angleterre aux alentours de 1185,.
Vers 1200, il étudie probablement à Rouen, où il a pour maître le poète Jean de Hauville,.
Adulte, il vit en Angleterre, où sa présence est attestée pour la dernière fois en 1219.
Le chroniqueur anglais Matthieu Paris le mentionne en tant qu'astrologue et autorité pour la vie d'Étienne Langton, archevêque de Canterbury. Paris le décrit également comme l'auteur de l'épitaphe de Guillaume le Maréchal, 1er Comte de Pembroke, qui est mort en 1219.
Dans son travail, il fait référence à lui-même sous le nom de Gervasius de Saltu Lacteo.

## Ars versificaria
Il écrit un Ars versificaria (L'art de la versification) vers 1208-1216 (peut-être en 1215-1216), en utilisant des sources à la fois classiques et médiévales,,,. Destiné aux jeunes étudiants en rhétorique, il comprend une liste de lectures recommandées et traite principalement de rhétorique et de grammaire, avec des exemples, et propose quelques notes sur la formation des mots,. On le connaît également sous le nom d'Ars poetica et De arte versificatoria et modo dictandi.
Le livre se compose de trois parties. La première partie traite des principes de base communs à tous les types de discours. La deuxième partie est consacrée à la composition et débat des proverbes, de l'élégance, de style, des arguments, des règles de composition de la poésie et de la prose. La troisième partie traite de la rédaction des lettres.
Parmi ses sources figurent des auteurs anciens comme Horace (Ars Poetica), Cicéron (De Inventione), Ælius Donatus (Barbarismus) et Juvénal, ainsi que la Cosmographia de Bernard Silvestre, l'Anticlaudianus d'Alain de Lille, l'Architrenius de Jean de Hauville et la Poetria nova de Geoffrey de Vinsauf. Il cite également le Livre des Psaumes et certains de ses propres poèmes,,.
Le livre est dédié à un certain Johannes Albus.
Le manuscrit est conservé au Balliol College, Oxford (MS. Bailliol, 276),.

## Poèmes
Comme dans l'Ars versificaria, ses poèmes survivent également dans un recueil de poésie du début du XIIIe siècle. Outre les œuvres de Gervais, l'anthologie comprend également des œuvres de Matthieu de Vendôme, Geoffrey de Vinsauf et quelques poèmes dont l'auteur est inconnu.
Ses poèmes connus, la plupart en distiques élégiaques, comprennent :
- « Parmenidis rupes », où il prie que lui soit accordée la compréhension des complexités aristotéliciennes[2].
- « Magnus Alexander », un éloge de Jean de Gray, évêque de Norwich[2]. Il le compose en 1200 pour féliciter Norwich pour son nouvel évêque et compare de Gray à Jean le Baptiste et Jean l'Apôtre[15].
- Un long poème ovidien sur les amours de Pyrame et Thisbé, connu seulement par une copie incomplète[2] - ou bien il n'a jamais achevé de l'écrire, car c'est probablement un exercice de rhétorique composé par Gervais durant ses études[16]. Il n'a pas de titre connu et l'on s'y réfère sous son incipit : Consulte teneros non claudit tutor amantes.
- « In honorem matris Dei », à la Vierge Marie, son unique poème rythmique connu[2].